# Finlands miljöcentral

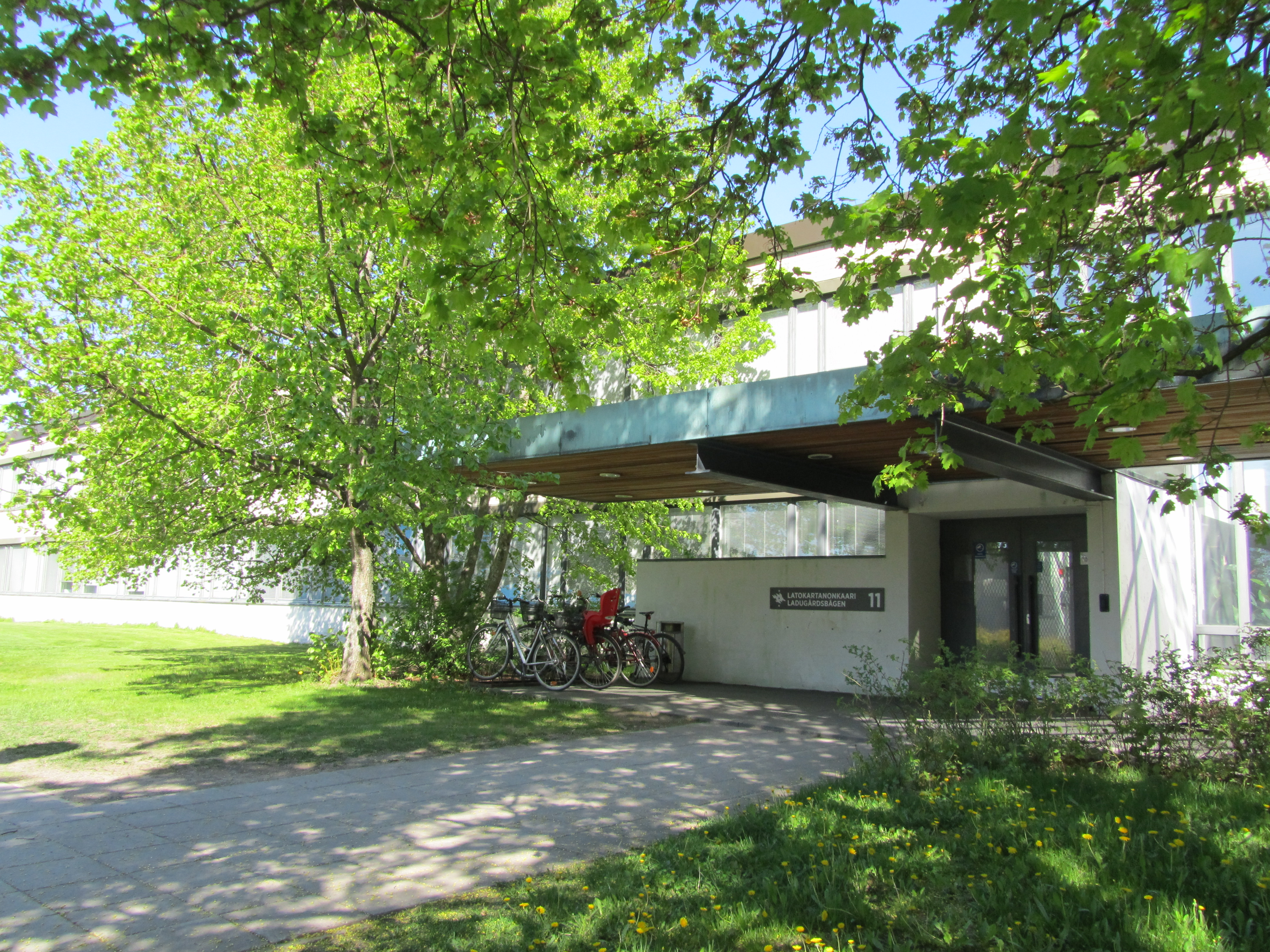
Finlands miljöcentrals huvudkontor, Ladugårdsbågen 11, Vik i Helsingfors

Finlands miljöcentral (SYKE) (fi. Suomen ympäristökeskus) är en 
forsknings- och utvecklingscentral för miljöfrågor. Centralen grundades 1995 och underlyder miljöministeriet.
Centralens forskning koncentrerar sig på miljöproblem av olika slag med syfte att förebygga dessa. Finlands miljöcentral upprätthåller och utvecklar tillsammans med de regionala miljöcentralerna ett nationellt databassystem med uppgifter om bland annat vatten, luft, kemikalier och naturskydd. Därtill ger Finlands miljöcentral miljöinformation till allmänheten, ministerier och företag. Man utgav sedan 1997  tillsammans med miljöministeriet tidskriften Ympäristö. Tidskriften utkom första gången 1987 och upphörde 2017. Finlands miljöcentral hade 2001 en personal på ca 390 personer. År 2007 var antalet anställda 623. 
Då Havsforskningsinstitutet, som lydde under kommunikationsministeriet, upphörde vid ingången av 2009 delades dess verksamhet mellan Meteorologiska institutet och Finlands miljöcentral. Havscentralen vid SYKE ansvarar numera för forskningen kring Östersjön och förändringar i dess tillstånd. Havsforskningsfartyget Aranda disponeras numera av Havsforskningscentralen vid SYKE.
Finland miljöcentral startade 2011 Järviwiki som är en webbplats i wikiformat med information om alla finländska sjöar vars storlek är minst 1 hektar.
Finlands miljöcentral har huvudkontor i Vik i Helsingfors och sedan 2010 regionala kontor i Joensuu, Jyväskylä och Uleåborg.